# Cantonul Saint-Hilaire-de-Villefranche
Cantonul Saint-Hilaire-de-Villefranche este un canton din arondismentul Saint-Jean-d'Angély, departamentul Charente-Maritime, regiunea Poitou-Charentes, Franța.

## Comune
| Comune                        | Populație (1999) | Cod poștal | Cod INSEE |
| ----------------------------- | ---------------- | ---------- | --------- |
| Aujac                         | 317              | 17770      | 17023     |
| Aumagne                       | 659              | 17770      | 17025     |
| Authon-Ébéon                  | 388              | 17770      | 17026     |
| Bercloux                      | 358              | 17770      | 17042     |
| Brizambourg                   | 856              | 17770      | 17070     |
| La Frédière                   | 78               | 17770      | 17169     |
| Juicq                         | 181              | 17770      | 17198     |
| Nantillé                      | 323              | 17770      | 17256     |
| Saint-Hilaire-de-Villefranche | 1 131            | 17770      | 17344     |
| Sainte-Même                   | 237              | 17770      | 17374     |